# I-CTDi
Il motore i-CTDi è un motore a quattro cilindri in linea da 2.2 litri (2204 cc) aderente agli standard Euro 4. 
Le componententi caratteristiche di questo motore sono: doppio albero a camme in testa, punterie idrauliche, quattro valvole per cilindro,  distribuzione a catena, turbocompressore a geometria variabile, controalberi di bilanciatura, sistema di iniezione diretta common rail di seconda generazione, EGR raffreddata a liquido e a controllo elettronico (su Accord, mentre il controllo è di tipo pneumatico su Civic, Cr-V, Fr-V) e struttura in alluminio che consente di ridurne notevolmente il peso a pari dimensioni.
I-CTDI, a differenza del vecchio CTDI, è il primo motore diesel interamente costruito e progettato da Honda.
I-CTDI viene eletto motore dell'anno nel 2005 (International Engine of the Year).
Presenta inoltre un consumo specifico di carburante pari a circa 3.07 litri per 100 chilometri, che certamente contribuisce a mantenere le emissioni di CO2 a circa 173 mg/km su un veicolo come l'Honda CR-V.
È attualmente montato su Honda Civic, Honda Accord e Honda CR-V.
La coppia motrice è di 340 Nm a soli 2000 g/min. Il motore può vantare già a 2000 g/min quasi 100 CV di potenza dei totali 140 CV, mentre raggiunge la massima potenza a 4000 g/min.